# 最高経済会議
1919年2月のパリ講和会議で最高経済会議が設置され、講和交渉までの経済的措置について会議に助言することになった。国際連盟の組織と規約の作成、戦争責任と保証の決定など、特定の問題を研究するために専門委員会が任命された。

## 設置までの経緯

### 連合国補給救援最高評議会
第一次世界大戦中に連合国のすべての海運を厳格に調整するために、1917年に連合国海運評議会（Allied Maritime Transport Council, AMTC）が設立された。1918年11月11日の休戦以前から、連合国海運評議会は戦闘停止時に導入すべき変更について準備を進めていた。特に、ドイツとオーストリアの船舶を休戦協定の一部として管理下に置くという提案を送っていたが、これは成功しなかった。休戦の 2 日後の 11 月 13 日までに、イギリス政府はフランス、イタリア、アメ リカに対して、AMTC を「一般経済会議」に改組することを提案した。しかし、アメリカ政府は、これまでの組織を廃止し、新たに経済問題に対処するための組織を設立することを望んだ。関係者の話し合いの結果、1918年12月12日に連合国補給救援最高評議会を設立することで合意に達し、この組織は実際のパリ講和会議が開かれる1週間前の1919年1月11日に初会合を開いた。
2 月初めまでに、連合国海運評議会と、かろうじて設立された連合国補給救援最高評議会、連合国間食糧評議会と上級封鎖評議会が統合することによって、最高経済会議が設立された。

## 最高経済会議についての評価
パリ講和会議においてイギリス大蔵省の首席代表および最高経済会議の大蔵大臣代理を務めたジョン・メイナード・ケインズは寛大な賠償を主張するが、彼の提案は受け入れられず、敗戦国ドイツに対し莫大な賠償請求が突きつけられることとなった。これに反対したケインズは6月に大蔵省を辞職しケンブリッジ大学に戻る。同年12月にはパリ講和会議の内幕とその失敗を論証した「The Economic Consequences of the Peace（平和の経済的帰結）」を発表し、ベストセラーとなったものの強い批判を浴びた。
また、十月革命を指導してロシア帝国のロマノフ王朝を倒し、第一次世界大戦から離脱させたレーニンは、ケインズの「平和の経済的帰結」を引用しながら、敗戦国だけではなく戦勝国のイギリス・フランスでさえ負債を増やし、債務国の状態になって耐えがたい状態に陥っている。製品の価格はアメリカ合衆国では平均して120%上昇したのに、賃金の上昇はわずかに100%であった。イギリスでは製品の価絡は170%、賃金は130%、フランスでは製品の価格は300%、賃金は200%、日本では製品の価格は130%、賃金は60%であったにもかかわらず、「秩序、労働の愛好、倹約」の呼びかけを結びの言葉としている最高経済会議の決議を共産主義インタナショナル第二回大会の報告の中で批判している。